# ناثان فولي
ناثان فولي (بالإنجليزية: Nathan Foley)‏ هو لاعب كرة قدم أسترالية أسترالي، ولد في 8 سبتمبر 1985 في كولاك في أستراليا.

## وصلات خارجية
- ناثان فولي على موقع AustralianFootball.com (الإنجليزية)
- ناثان فولي على موقع AFLtables.com (الإنجليزية)